# Alfredo Rodríguez Millares
Alfredo Rodríguez Millares, nacido en Vigo, es un político gallego del PPdG, alcalde de Nigrán desde junio de 2003 hasta junio de 2007.

## Biografía
Empresario, ex director general del Real Club Celta de Vigo y exconcejal en el Ayuntamiento de Vigo. Encabezó las listas del Partido Popular de Nigrán en 2003 siendo elegido alcalde.